# Grecja na Zimowych Igrzyskach Olimpijskich 1998
Grecja na Zimowych Igrzyskach Olimpijskich 1998 – występ kadry sportowców reprezentujących Grecję na igrzyskach olimpijskich w Nagano w 1998 roku.
Reprezentacja liczyła 13 sportowców – 10 mężczyzn i 3 kobiety, którzy wystąpili w 11 konkurencjach w 6 dyscyplinach sportowych. Był to czternasty start Grecji na zimowych igrzyskach olimpijskich.

## Wyniki

### Biathlon

#### Mężczyźni
| Zawodnik           | Konkurencja       | Czas      | Liczba pudeł | Pozycja | Źródło |
| ------------------ | ----------------- | --------- | ------------ | ------- | ------ |
| Atanasios Tsakiris | Sprint            | 31:14.6   | 2 (1+1)      | 58.     | [ 1 ]  |
| Atanasios Tsakiris | Bieg indywidualny | 1:06:38.8 | 5 (2+1+1+1)  | 65.     | [ 2 ]  |

### Biegi narciarskie

#### Biegi na dystansach

##### Mężczyźni
| Zawodnik         | Konkurencja   | Czas    | Pozycja | Źródło |
| ---------------- | ------------- | ------- | ------- | ------ |
| Lefteris Fafalis | Bieg na 10 km | 34:13.7 | 86.     | [ 3 ]  |

##### Kobiety
| Zawodnik            | Konkurencja  | Czas    | Pozycja | Źródło |
| ------------------- | ------------ | ------- | ------- | ------ |
| Katerina Anastasiou | Bieg na 5 km | 23:15.8 | 79.     | [ 4 ]  |

### Bobsleje

#### Mężczyźni
| Zawodnicy                                                                             | Konkurencja | Czas przejazdu | Czas przejazdu | Czas przejazdu | Czas przejazdu | Suma    | Pozycja | Źródło |
| Zawodnicy                                                                             | Konkurencja | 1              | 2              | 3              | 4              | Suma    | Pozycja | Źródło |
| ------------------------------------------------------------------------------------- | ----------- | -------------- | -------------- | -------------- | -------------- | ------- | ------- | ------ |
| Greg Sebald, John-Andrew Kambanis                                                     | Dwójki      | 56.62          | 57.13          | 56.45          | 56.37          | 3:46.57 | 30.     | [ 5 ]  |
| Greg Sebald, Anastasios Papakonstantinou, Panagiotis Kolotouros, John-Andrew Kambanis | Czwórki     | 55.94          | 56.18          | 56.14          | Nie dotyczy    | 2:48.26 | 31.     | [ 6 ]  |

### Narciarstwo alpejskie

#### Mężczyźni
| Zawodnik             | Konkurencja | 1. przejazd | 1. przejazd | 2. przejazd | 2. przejazd | Czas końcowy     | Pozycja          | Źródło |
| Zawodnik             | Konkurencja | Czas        | Pozycja     | Czas        | Pozycja     | Czas końcowy     | Pozycja          | Źródło |
| -------------------- | ----------- | ----------- | ----------- | ----------- | ----------- | ---------------- | ---------------- | ------ |
| Vasilios Dimitriadis | Slalom      | DNF         | DNF         | NQ          | NQ          | Nieklasyfikowany | Nieklasyfikowany | [ 7 ]  |

#### Kobiety
| Zawodnik        | Konkurencja   | 1. przejazd | 1. przejazd | 2. przejazd | 2. przejazd | Czas końcowy | Pozycja | Źródło |
| Zawodnik        | Konkurencja   | Czas        | Pozycja     | Czas        | Pozycja     | Czas końcowy | Pozycja | Źródło |
| --------------- | ------------- | ----------- | ----------- | ----------- | ----------- | ------------ | ------- | ------ |
| Sofia Mistrioti | Slalom gigant | 1:39.76     | 36.         | 1:52.44     | 34.         | 3:32.20      | 34.     | [ 8 ]  |

### Saneczkarstwo

#### Mężczyźni
| Zawodnicy    | Konkurencja | Czas przejazdu | Czas przejazdu | Czas przejazdu | Czas przejazdu | Suma     | Pozycja | Źródło |
| Zawodnicy    | Konkurencja | 1              | 2              | 3              | 4              | Suma     | Pozycja | Źródło |
| ------------ | ----------- | -------------- | -------------- | -------------- | -------------- | -------- | ------- | ------ |
| Spyros Pinas | Jedynki     | 51.628         | 51.123         | 51.335         | 51.294         | 3:25.380 | 24.     | [ 9 ]  |

### Snowboarding

#### Mężczyźni
| Zawodnik              | Konkurencja   | 1. przejazd | 1. przejazd | 2. przejazd | 2. przejazd | Czas końcowy     | Pozycja          | Źródło |
| Zawodnik              | Konkurencja   | Czas        | Pozycja     | Czas        | Pozycja     | Czas końcowy     | Pozycja          | Źródło |
| --------------------- | ------------- | ----------- | ----------- | ----------- | ----------- | ---------------- | ---------------- | ------ |
| Markos Khatzikyriakis | Slalom gigant | 1:06.40     | 27.         | DNF         | DNF         | Nieklasyfikowany | Nieklasyfikowany | [ 10 ] |
| Stergios Pappos       | Slalom gigant | DNF         | DNF         | NQ          | NQ          | Nieklasyfikowany | Nieklasyfikowany | [ 10 ] |

#### Kobiety
| Zawodnik       | Konkurencja   | 1. przejazd | 1. przejazd | 2. przejazd | 2. przejazd | Czas końcowy | Pozycja | Źródło |
| Zawodnik       | Konkurencja   | Czas        | Pozycja     | Czas        | Pozycja     | Czas końcowy | Pozycja | Źródło |
| -------------- | ------------- | ----------- | ----------- | ----------- | ----------- | ------------ | ------- | ------ |
| Marousa Pappou | Slalom gigant | 1:33.55     | 24.         | 1:22.98     | 21.         | 2:56.53      | 21.     | [ 11 ] |